# Los capítulos perdidos
Los capítulos perdidos (en inglés: Lost Chapters) es una película de 2024 con guion y dirección de la venezolana Lorena Alvarado. 

## Argumento
Después de años en el extranjero, Ena (interpretada por la hermana de la cineasta, Ena Alvarado) regresa a Venezuela con una sensación de identidad fragmentada. 
En casa, descubre que su abuela (Adela Rodríguez) ha perdido el contacto con la realidad, y que su padre, un librero, está concentrado en la búsqueda de viejas publicaciones (encarnado por Ignacio Alvarado, uno de los fundadores del Museo del Libro Venezolano en la ciudad). Su padre pasa los días buscando libros raros en un intento de salvaguardar el pasado literario de Venezuela. Cuando Ena descubre una misteriosa postal dentro de un libro, se embarca en una búsqueda por Caracas para descubrir a un escritor olvidado llamado Daniel Rojas, pero que Ena cree que puede ser un seudónimo detrás del cual se esconde Rafael Bolívar Coronado. Su búsqueda se entrelaza gradualmente con la pérdida de memoria de su abuela y los sueños quijotescos de su padre, mientras todos luchan por aferrarse al pasado.

## Créditos
- Directora: Lorena Alvarado
- Productores: José Ostos, Lorena Alvarado
- Coproductores: Tyler Taormina, Emiliana Ammirata
- Fotografía: José Ostos, Lorena Alvarado
- Edición: Lorena Alvarado
- Diseño sonoro: Armando Añez
- Edición de sonido: Armando Añez, Luciana Foglio
- Mezcla de sonido: Pablo Betancourt
- Postproducción: Andrés Lopetegui, José Ostos
- Reparto: Ena Alvarado, Ignacio Alvarado, Adela Rodríguez

## Estreno
La película tuvo el estreno mundial en el Festival Internacional de Cine de Marsella seguido de su presentación en el Festival de Locarno y en el Festival Internacional de Cine de Gijón.

## Crítica
Señala Mónica Delgado en Desistfilm: “Los capítulos perdidos, es una obra delicada, que muestra un cuidado trabajo en la puesta en escena y montaje, y que si bien parece que tratara de pequeñas cosas, va plasmando una reflexión más amplia sobre los vínculos familiares aunados a un entorno que también reclama la urgencia contra el olvido”.

## Contexto

### Cine latinoamericano
La primera película de Alvarado se inscribe –según la crítica Mónica Delgado– dentro de una corriente de películas latinoamericanas, tanto de ficción como documental, sobre las conexiones familiares, dirigidas por mujeres, y que en años recientes indagan desde la memoria o archivo familiar, como Nona. Si me mojan, yo los quemo (2019) de la chilena Camila José Donoso, Aquí y allá (2019) de la colombiana Lina Rodríguez, o Memorias de un cuerpo que arde, de la cineasta costarricense Antonella Sudasassi Furniss.

### Arte latinoamericano
La película alude directamente a la historia del arte latinoamericano. Escenas en la Universidad Central de Venezuela, donde se ven murales del pintor venezolano Mateo Manaure. También obras cubistas del francés Fernand Léger, en apogeo de este tipo de arte en la década del cincuenta, además de las referencias literarias y artísticas.

## Premios y reconocimientos
- 2024 Mejor largometraje latinoamericano. Festival Internacional de Cine de Monterrey[3]